# 蜂窠马兜铃
蜂窩馬兜鈴（學名：Aristolochia foveolata）又名高氏马兜铃，為馬兜鈴科馬兜鈴屬的植物。分布在台灣、菲律賓以及中國大陸的福建、廣西、廣東等地，生長於海拔400米至600米的地區，多生長在山區路旁或灌叢中。
叶戟形或卵状披针形, 常有黄色斑点, 中脉两侧基出脉直伸超过中部, 密被钩毛; 种子无翅, 有许多疣状突起。